# Pols (pel·lícula)
Pols (Dust) és una pel·lícula franco-belga dirigida per Marion Hänsel, estrenada l'any 1985. Ha estat doblada al català

## Argument
A Sud-àfrica, una soltera assassina el seu pare perquè aquest ha violat l'esposa del capatàs negre de la plantació.

## Repartiment
- Jane Birkin : Magda
- Trevor Howard : El pare
- John Matshikiza : Hendrick
- Nadine Uwampa : Klein Anna
- Lourdes Cristina Boho Sayo : Oud Anna
- René Díaz : Jacob
- Tom Vrebus : Piet

## Premis i nominacions
- 1985: Festival de Venècia: millor opera prima
- 1985: premis César: Nominada a millor pel·lícula francòfona

## Curiositats
Lourdes Cristina Boho Sayo, que interpreta Oud Anna, és la mare de la futbolista Jade Boho, qui naixeria a l'any següent de l'estrena.